# Monolepta castaneipennis
Monolepta castaneipennis es una especie de insecto coleóptero de la familia Chrysomelidae.
Fue descrita científicamente en 1940 por Laboissiere.